# Herb gminy Goszczanów
Herb gminy Goszczanów – jeden z symboli gminy Goszczanów, ustanowiony 30 marca 2005.

## Wygląd i symbolika
Herb przedstawia na tarczy w polu błękitnym słup czerwony, na którym od podstawy krzywaśń srebrna z takimż krzyżykiem kawalerskim u góry; od czoła dwie lilie srebrne ułożone połowami na słupie, połowami na polu błękitnym. Lilie pochodzą z herbu biskupstwa gnieźnieńskiego, które było znaczącym właścicielem ziemskim na terenie gminy. Krzywaśń z krzyżykiem to godło herbu Szreniawa. Herb ten nosił Adam Poniatowski, fundator kościoła parafialnego w Goszczanowie. Układ herbu nawiązuje do układu herbu województwa łódzkiego.